# Fritz Manteuffel
Julius Carl Fritz Manteuffel (Berlino, 11 gennaio 1875 – Berlino, 21 aprile 1941) è stato un ginnasta tedesco.
Partecipò all'Olimpiade di Atene del 1896 vincendo medaglie nelle gare a squadre, mentre ottenne solo piazzamenti nelle gare singole.

## Medaglie olimpiche
- Oro - Trave squadre - Ginnastica - Atene, 1896
- Oro - Parallele squadre - Ginnastica - Atene, 1896

## Altre posizioni
- 4º - Trave - Ginnastica - Atene, 1896
- 4º - Cavallo - Ginnastica - Atene, 1896
- 4º - Volteggio - Ginnastica - Atene, 1896
- 6º - Parallele - Ginnastica - Atene, 1896